# Yago (entreprise)
Pour les articles homonymes, voir Yago et Séraphin.
Yago est une entreprise belge de courtage en assurance digital, InsurTech fondée en 2015.

## Histoire

### 2015: création de Seraphin
Le 2 octobre 2015, Tanguy Bocquet, Thomas Vanderstraeten, Vincent Becker et Xavier Lombard fondent la société Seraphin. Un ingénieur commercial, un ingénieur civil et deux entrepreneurs se penchent sur la numérisation du marché de l'assurance en Belgique,.
Le 8 décembre 2015, la société obtient un agrément d'intermédiaire d'assurances en Belgique auprès de l'Autorité des services et marchés financiers. Elle devient la première société de courtage belge, à proposer la souscription d'assurance en ligne, de la comparaison des offres jusqu'au règlement de l'assurance. Le même mois, la plateforme met également en place un système de "check-up" permettant aux internautes de faire l'état des lieux de leurs couvertures actuelles.
En 2017, Seraphin bénéficie d'une levée de fonds de 1,2 million d'euros,.
En octobre 2018, l'entreprise est classée parmi les 100 meilleures InsurTech du monde,. En novembre 2018, Yago remporte le prix FinTech Scale-up.
À la fin 2019, une douzaine de produits d'assurances différents sont commercialisés sur le site et une vingtaine de compagnies d'assurances sont partenaires de Yago.
En mars 2020, la société réalise une deuxième levée de fonds de 2 millions d'euros, puis s'ouvre sur le marché de l'assurance en Flandre.*
En 2021, Yago publie la version néerlandaise de son site internet et a engagé ses 3 premiers employés néerlandophones.

### Yago depuis 2022
En mars 2022, Seraphin devient Yago et réalise une levée de fonds de 2,2 millions d'euros. Avec ces fonds, la scale-up ambitionne d'accélérer son déploiement en Flandre et engager 20 personnes.
Le premier semestre 2020 prépare l'arrivée de Yago, qui s'était jusque-là limité au marché wallon, sur le marché de l'assurance en Flandre.

## Services
L'entreprise commercialise différentes assurances, comme l'assurance sécurité conducteur, l'assurance e-reputation, l'assurance moto, l'assurance auto, l'assurance hospitalisation, l'assurance accients de la vie, l'assurance vie et plusieurs dérivés, ainsi que le courtage en crédit hypothécaire..

## Politique de l'entreprise et organismes partenaires
La société Yago suit une politique de RSE en s'engageant à reverser 1% de son chiffre d'affaires et 10% de ses bénéfices à des projets environnementaux et sociaux.
Depuis 2016, Yago est soutenue par Innoviris, I'Institut d’encouragement de la recherche scientifique et de l’innovation de Bruxelles,.
Yago est membre de la Feprabel, la fédération des courtiers en Assurances et des Intermédiaires financiers de Belgique.
L'entreprise fait également partie de la fédération des métiers du web, dont elle remporte le prix Feweb Excellence Awards en 2017[source secondaire nécessaire].